# Platypalpus flavirostris
Platypalpus flavirostris är en tvåvingeart som beskrevs av Friedrich Hermann Loew 1864. Platypalpus flavirostris ingår i släktet Platypalpus och familjen puckeldansflugor. Inga underarter finns listade i Catalogue of Life.